# Chondrula pupa
Chondrula pupa är en snäckart som först beskrevs av Carl von Linné 1758.  Chondrula pupa ingår i släktet Chondrula och familjen barksnäckor. Inga underarter finns listade i Catalogue of Life.